# Hydroperoksydazy
Hydroperoksydazy – grupa enzymów, obejmuje dwie ich podgrupy, tj. peroksydazy (przeważają w tkankach roślinnych) i katalazy (w tkankach zwierzęcych). Reprezentują one białka zawierające żelazoporfirynę.
Peroksydaza jest enzymem bardzo rozpowszechnionym w roślinach. Jej działanie związane jest z obecnością nadtlenku wodoru. Nadtlenek ten nie jest rozkładany z wydzieleniem tlenu, lecz wykorzystywany przez enzym w reakcjach utleniania substratów np. fenoli.
Katalazy obecne we wszystkich organizmach tlenowych, katalizują rozpad H2O2. Katalazy charakteryzują się dużą aktywnością. Inhibitorami katalazy są między innymi jony CN- i S2-.